# Dragon Gate Team
Dragon Gate Team（DG）是一支香港的職業電子競技隊伍，母企業為香港魚躍國際文化傳媒有限公司並參與LMS職業聯賽，最初發跡於2016年5月27日，閃電哈士奇在2016年LMS夏季升降賽擊敗Cougar E-Sport成功晉級到LMS職業聯賽並將隊伍經營權轉交給嘉鎷興業，成軍時隊名為Team Mist（TM）並接收了大部分來自閃電哈士奇和一部分來自樂點熊的選手。

10月28日將隊伍經營權轉交給先前參予TeSL聯賽的華義國際並更名為華義SPIDER（WS）。

2017年12月15日，華義SPIDER在春季升降賽保住了2018 LMS職業聯賽的參賽資格後，將隊伍經營權及參賽資格轉交給普儸電競並更名為Team Afro與韓國電競娛樂公司KONGDOO組成策略聯盟。

2018年4月12日，在夏季升降賽被ECS聯賽冠軍，也是Team Afro的二隊Afro Beast（AFB）所擊敗並降級，之後兩隊互換隊名並整併了兩隊選手。Afro Beast則更名為BUFF並加入了前LMS的職業選手。
2018年11月29日，將經營權交給香港魚躍國際文化傳媒公司並更名為Dragon Gate Team。
2019年4月23日，因涉及場外博奕以及在比賽中進行非常規遊戲行為影響比賽內容，被LMS永久除名，管理層的胡衛傑被永久禁止與Riot Game所舉辦的任何比賽， JGY禁賽18個月，xiaoyu和yoga禁賽12個月。

## 英雄聯盟(LOL)（已除名）

### 選手
| 遊戲名稱  | 姓名   | 遊戲定位 | 国籍     |
| --------- | ------ | -------- | -------- |
| 2188      | 黃金隆 | 上路     | 中華民國 |
| JGY       | 刘洋   | 打野     | 中国     |
| Moonblack | 梁頌康 | 中路     | 香港     |
| Soul      | 刘凯   | 下路     | 中華民國 |
| Xiaobo    | 龚柏镛 | 下路     | 中国     |
| YuLun     | 江宇倫 | 下路     | 中華民國 |
| pasa      | 羅鴻盛 | 輔助     | 香港     |
| FongXiang | 劉世喆 | 輔助     | 中華民國 |
| Do1u1u    | 蔡健成 | 輔助     | 中華民國 |

### 後勤
| ID     | 本名   | 職位      | 國籍 |
| ------ | ------ | --------- | ---- |
|        | 胡伟杰 | 擁有者    | 中国 |
|        | 周星辰 | 經理      | 中国 |
| yoga   | 范江鹏 | 戰術教練  | 中国 |
| xiaoyu | 李鑫宇 | 經理&教練 | 中国 |

## 外部連結
- 嘉鎷興業官方網站（页面存档备份，存于）
- 競鋒國際官方網站[永久]
- 華義國際官方網站（页面存档备份，存于）